# 立石信雄
立石 信雄（たていし のぶお、1936年6月6日 - 2022年4月12日）は、日本の実業家。オムロンの会長などを務めた。

## 経歴

### 誕生から大学時代
1936年、立石電機（現・オムロン）創業者の立石一真の二男として大阪市に生まれる。第二次世界大戦中の小学校時代には山でマムシや食用ガエルを捕まえるなど、活発な少年だった。1945年6月の大阪大空襲で立石電機の工場が焼けたため、会社とともに京都市に転居した。この頃に姉に連れられて日曜学校に行き、聖歌隊に入った事がきっかけで英語に興味を持ったという。
市立中学に入ったものの、自身の希望で英語教育が充実していた同志社中学校の編入試験を受け、中学1年の2学期から同校に編入した。英語への関心は根強く、同志社高校を経て、1955年に同志社大学文学部英文科に進学した。大学時代は太秦警察署の少年補導委員会の学生部に入り、小中学生の林間学校の引率や、母子寮の子供たちの学習指導などを行った。また、高校まで聖歌隊を続けていた事もあって混声合唱団でセカンドテナーを担当することもあったという。

### 立石電機販売入社後
教育実習にも参加するなど教員への興味もあったが、1959年に大学を卒業すると家業を支えようと立石電機販売に入社した。入社後は東京支店の貿易課に配属され、輸出を担当する商社との交渉などに従事した。その一方で経営を理解するため、産業能率短期大学の夜間部に通って経営学を学んでいる。入社3年目の1961年にコロンビア大学のビジネススクールに留学し、マーケティングと意思決定論を学ぶ傍らで、会社のニューヨーク事務所設立のために情報収集を行っていた。また、同時期に留学していた茂木友三郎や橋本綱夫らと友人になり交流が続いている。
1962年に帰国すると貿易課長に昇進し、以後25年間にわたって国際関係を担当した。アメリカやイタリアの商社と代理店契約の交渉などを行い、海外からのテレックスを早く見るため早朝4時半に出社することも少なくなかったという。1963年には見合いを経て妻・黎子と結婚している。1965年には会社が立石電機本体に吸収合併され、同年に取締役に就任した。

### 立石電機合併後
海外事業部長を務めていた1972年に同社初の海外生産拠点となるシンガポール工場の電卓生産の立ち上げを手掛けたが、技術者たちが他社に引き抜かれ、電卓戦争による価格競争も激しくなったことなどから、5年で工場を閉鎖して販売拠点のみを残している。1973年にはアメリカに販売子会社を設立し、同地での直販体制を整えた。その後、1976年に常務、1979年に専務、1985年に副社長、1987年には副会長となっている。
1995年に長兄で会長を務めていた孝雄が急死したことを受け、会長職に就いた。APECビジネス諮問委員会の日本代表や、日経連の副会長を務めるなど国内外の財界活動を担当した。また、1994年に講演を行ったことがきっかけで、南開大学の顧問教授を務めていた。2003年に会長を退任している。
2022年4月12日、腎不全のため東京都内の病院で死去。満85歳没。

## 人物
- 男5人、女2人の7人兄弟の3人目であった。兄弟は全員オムロンの取締役を経験している[1]。妻の父は住友電気工業専務などを務めた高洲紀雄[4]。
- 1950年代後半の来日時に父が世話をしたことがきっかけでピーター・ドラッカーとは家族ぐるみの交流があり、コロンビア大学留学時代にはドラッカー邸を何回も訪れたという[3]。